# Louis Claude Noisette
Pour les articles homonymes, voir Noisette (homonymie).
 (août 2023).
Si vous disposez d'ouvrages ou d'articles de référence ou si vous connaissez des sites web de qualité traitant du thème abordé ici, merci de compléter l'article en donnant les références utiles à sa vérifiabilité et en les liant à la section « Notes et références ».
Louis Claude Noisette (2 novembre 1772, Châtillon — † 9 janvier 1849) est un botaniste et agronome français.

## Famille
Louis Claude Noisette est le fils de Joseph Noisette (1738-1813), un des jardiniers du comte de Provence, futur Louis XVIII. Il a pour mère Marie-Jeanne Lecolier. 
Ses deux frères, également jardiniers et qui ont laissé une descendance, sont Philippe (né en 1775 à Paris et décédé en 1835 à Charleston, Caroline du Sud) ; et Antoine (Torcy, 1778 - Nantes, 1858), qui crée et dirige le Jardin des plantes de Nantes.

## Biographie
La révolution l'empêche de prendre la suite de son père. Il continue son éducation au jardin des plantes de Paris. Puis il passe deux ans dans l'armée (infanterie ?), en 1795 il prend en charge l'école de botanique et les serres du Val-de-Grâce, où il devient ami avec le chirurgien en chef Joseph‐Athanase Barbier. Puis l'école de botanique est abandonnée ; Louis s'occupe encore des serres, d'un terrain adjacent, et des jardins du lycée Henri-IV. Son poste de jardinier du Val-de-Grâce est supprimé vers 1798. Les serres et le terrain sont mis en location : Louis en prend le bail et commence à travailler pour lui-même.
Pendant quelques années, il accumule un peu d’argent pour fonder en 1806, avec ses frères, un établissement botanique, afin de collectionner toutes les plantes remarquables de l’époque. Il y possède notamment une riche collection de roses.
Claude Antoine Thory (1759-1827) a nommé Rosa x noisettiana, ou rosier de Noisette, l'hybride qu'il a créé à partir des graines envoyées par son frère. Philippe Noisette, qui avait reçu du gouvernement une mission pour l'Amérique, s'était établi en Caroline du Sud et avait donné au planteur John Champney un plant de Old Blush envoyé par son frère. Celui-ci a fécondé un Rosa moschata et obtenu Champney Rose, et c'est à partir des semis de ses graines envoyées par son frère que Louis Noisette obtint Blush Noisette, le premier rosier Noisette.
Louis Claude Noisette devient alors célèbre dans toute l’Europe. En Autriche, le prince Nicolas II Esterházy fait appel à lui pour la plantation de ses vastes domaines.
On doit également à Noisette l’introduction et la première culture en France d’un grand nombre de plantes rares d’Amérique et des Indes. Pour ces raisons, il est nommé chevalier de la Légion d'honneur le 8 mai 1840.
Noisettia est un genre de petites plantes à fleurs, originaires d’Amérique tropicale de la famille des Violacées, qui lui est dédié.
Il meurt en 1849 sans enfant.
Dans le Potager du roi du château de Versailles, un des jardins porte le nom de Louis Noisette en hommage à ce grand jardinier.

## Publications
Louis Claude Noisette a consigné dans plusieurs ouvrages ses connaissances sur le jardinage et la botanique.
- Le jardin fruitier, 1821 ;
- Manuel complet du jardinier maraîcher, pépiniériste, botaniste fleuriste et paysagiste, 1825-1827, 4 vol. ;
- Manuel du jardinier des primeurs, ou l’art de forcer les plantes à donner leurs fruits ou leurs fleurs dans toutes les saisons, 1832 ;
- Annuaire populaire de la France, 1841.

Depuis 1817, il fournit des notes et des articles au Bon jardinier, au Dictionnaire d’agriculture de François de Neufchâteau (1827), aux Annales de flore et de pomone, etc.